# 倚象镇
倚象镇，是中华人民共和国云南省普洱市思茅区下辖的一个乡镇级行政单位。

## 行政区划
倚象镇下辖以下地区：
大寨村、下寨村、永庆村、半坡村、石膏箐村、菠萝村、蚌弄村、竜竜村、鱼塘村、干海子村、云盘山村、平掌村、大地山村、踏清河村、柏木河村和纳吉村。